# Кривда Федот Пилипович
Федо́т Пили́пович Кри́вда (13 березня 1923, село Нестерівка, тепер Маньківського району Черкаської області — 28 лютого 1998, Москва) — український радянський воєначальник, генерал армії, командувач 39-ї армії, Південної групи військ. Депутат Верховної Ради СРСР 10-го скликання.

## Життєпис
Народився в селянській родині. 1941 року закінчив Уманський будівельний технікум.
З 1941 року — в Червоній армії, учасник німецько-радянської війни. На фронті з липня 1941 рядовим червоноармійцем на Південному фронті. У вересні 1941 направлений на навчання в Орджонікідзевське військове піхотне училище, закінчив у березні 1942, залишений в училищі. Був командиром взводу, заступником командира, командиром роти курсантів. На фронт потрапив у січні 1945 року — командував стрілецькою ротою на 4-му Українському фронті. Брав участь у Моравсько-Остравській операції. Член ВКП(б) з 1944 року.
Після війни закінчив повний курс військового училища, знову командував ротою в Орджонікідзевському піхотному училищі, потім в Кавказькому суворовському офіцерському училищі.
У 1954 році закінчив Військову академію імені Фрунзе.
З 1955 року служив у Далекосхідному військовому окрузі, командував батальйоном. З вересня 1956 року — командир 231-го мотострілецького полку 40-ї мотострілецької дивізії. З грудня 1959 року — начальник політичного відділу 22-ї мотострілецької дивізії в Далекосхідному військовому окрузі. З грудня 1962 року — командир 22-ї мотострілецької дивізії.
У 1966 році закінчив Військову академію Генерального штабу.
З червня 1966 року — командир 128-ї гвардійської мотострілецької дивізії.
З травня 1968 року — командир 28-го армійського корпусу в Центральній групі військ на території Чехословацької Соціалістичної Республіки.
З травня 1970 року — командувач 39-ї загальновійськової армії Забайкальського військового округу, яка дислокувалася на території Монгольської Народної Республіки.
З квітня 1974 року — 1-й заступник командувача військ Середньоазіатського військового округу.
З грудня 1975 по березень 1979 року — командувач Південної групи військ на території Угорської Народної Республіки.
З березня 1979 року по липень 1982 року — 1-й заступник Головнокомандувача військ Далекого Сходу. Одночасно з 1981 року — радянський військовий радник в Ефіопії.
З липня 1982 року — головний військовий радник при Міністрі національної оборони Соціалістичної Республіки В'єтнам, одночасно йому підпорядковувалися апарати радянських військових радників у Лаосі та Кампучії.
З листопада 1985 року — начальник Вищих офіцерських курсів «Постріл» імені Маршала Радянського Союзу Шапошникова.
З лютого 1987 року — представник Головнокомандувача Об'єднаних збройних сил держав Варшавського договору в Угорщині.
З серпня 1989 року — військовий інспектор-радник Групи генеральних інспекторів Міністерства оборони СРСР.
З січня 1992 року — у відставці, проживав у Москві. З 1996 року — співробітник Інституту військової історії Міністерства оборони Російської Федерації.
Професор; автор книги спогадів «На берегах Меконга». Депутат Верховної Ради СРСР 1979−1984 років.
Похований на Троєкурівському цвинтарі Москви.

## Військові звання
- генерал-майор (16.06.1965)
- генерал-лейтенант (29.04.1970)
- генерал-полковник (13.02.1976)
- генерал армії (31.10.1984)

## Нагороди
- орден Леніна
- орден Жовтневої Революції
- два ордени Червоного Прапора
- орден Вітчизняної війни І ст.
- орден Вітчизняної війни ІІ ст.
- два ордени Червоної Зірки
- орден «За службу Батьківщині у Збройних Силах СРСР» ІІІ ст.
- медалі СРСР
- іноземні ордени і медалі

## Джерело
- Українці у світі [Архівовано 30 березня 2022 у Wayback Machine.]
- Начальники курсів «Вистріл»(рос.)